# Tsaghkaber

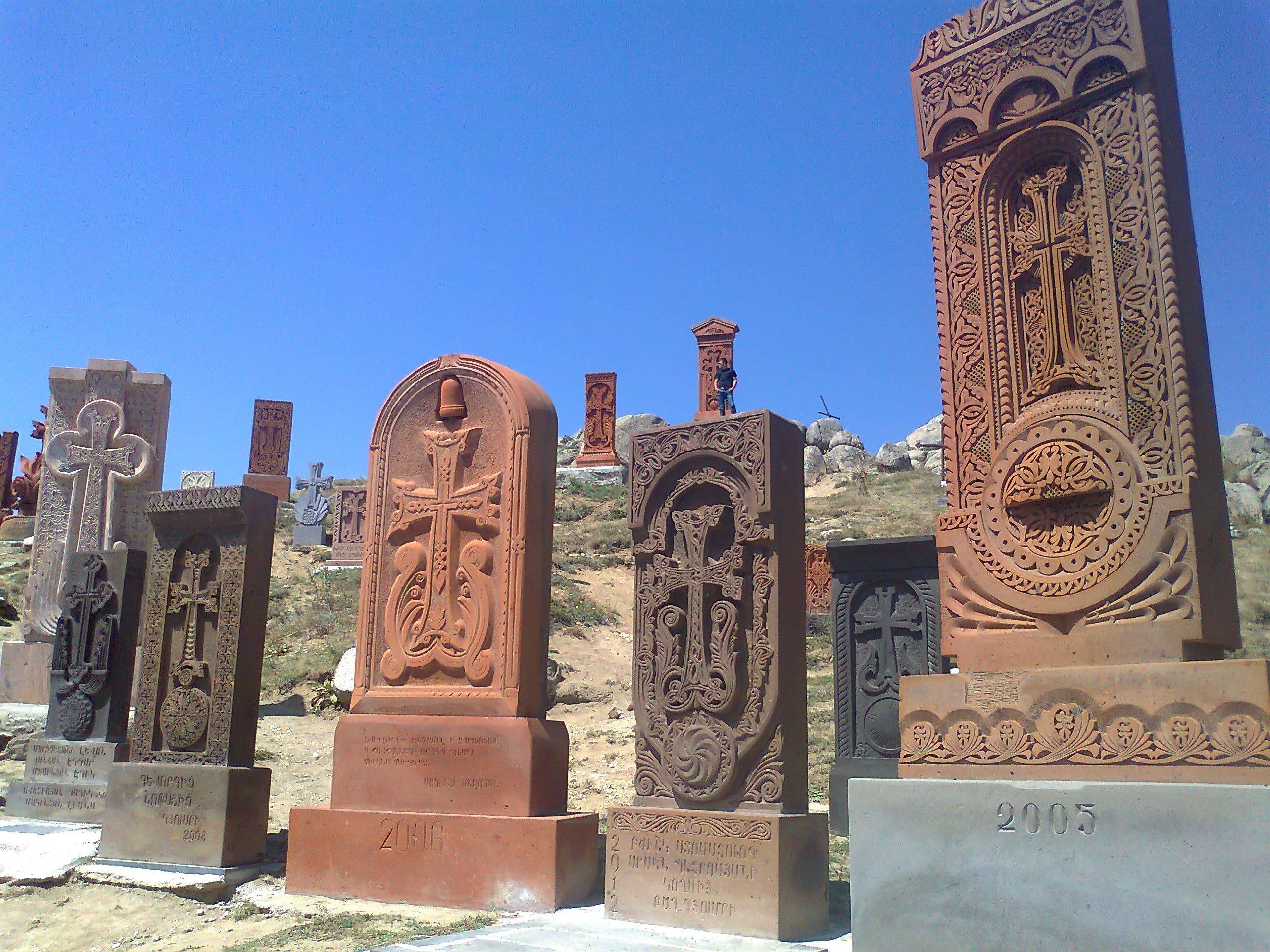

Tsaghkaber (en arménien Ծաղկաբեր ) est une communauté rurale du marz de Lorri en Arménie. En 2008, elle compte 1 303 habitants.